# Hotel Polski w Warszawie

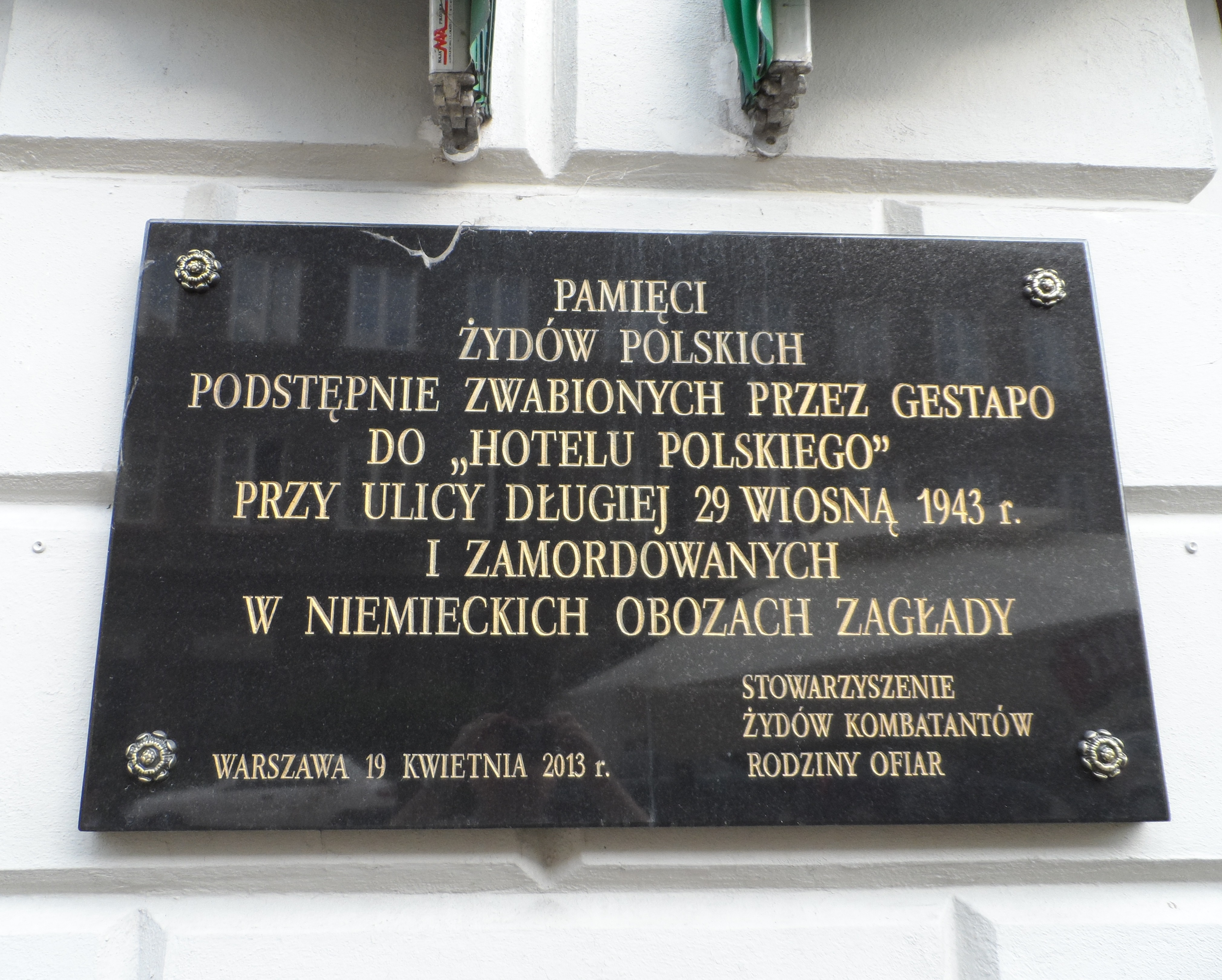
Pamiątkowa tablica na ścianie dawnego Hotelu Polskiego

Hotel Polski – hotel otwarty w 1808 r. w pałacu Witosławskiego przy ulicy Długiej 29 w Warszawie. Funkcjonował do wybuchu powstania warszawskiego. 
Wiosną 1943 r. utworzono tam ośrodek internowania dla Żydów posiadających paszporty państw południowoamerykańskich. 24 sierpnia 1944 r. w czasie walk powstańczych w budynku hotelu utworzono silny punkt obrony nazywany „Redutą Matki Boskiej”.

## Współcześnie
Hotel został zniszczony w 1944 r. w czasie powstania warszawskiego. Po odbudowie budynek stał się siedzibą Zarządu Głównego Związku Zawodowego Metalowców.

## Sprawa Hotelu Polskiego

### Dokumenty tożsamości państw neutralnych
Na przełomie 1941/1942 dwie organizacje żydowskie ze Szwajcarii w porozumieniu z polskimi dyplomatami z Grupy Ładosia opracowały plan załatwiania dla Żydów w Generalnym Gubernatorstwie paszportów państw południowoamerykańskich. Ponieważ Żydzi będący obywatelami państw, z którymi Niemcy nie były w stanie wojny, nie podlegali wszystkim zarządzeniom władz okupacyjnych (jak np. zakaz opuszczania gett, przymus pracy), a ponadto odbywały się już wymiany posiadaczy takich dokumentów na jeńców niemieckich internowanych przez aliantów w Palestynie, upatrywano w tym szansę ratunku. Dzięki tej akcji udało się zdobyć paszporty Paragwaju, Hondurasu, Kostaryki, Gwatemali, Haiti, Salwadoru, Peru, Boliwii, Ekwadoru, Nikaragui, Panamy, Urugwaju i Wenezueli, które wysyłano następnie do Generalnego Gubernatorstwa.

### Hotel Polski jako ośrodek dla internowanych
Do getta warszawskiego najwięcej takich dokumentów zaczęto przekazywać na przełomie 1942/1943 po wielkiej akcji deportacyjnej; większość adresatów tych papierów zginęła latem 1942 r. w obozie zagłady w Treblince. W maju 1943 r. – tuż przed likwidacją getta – ową niedoręczoną pocztą zainteresowało się dwóch żydowskich kolaborantów – Lolek Skosowski i Adam Żurawin, którzy w porozumieniu z warszawskim Gestapo postanowili zrobić z nich użytek. Korzystali oni z pomocy artystek żydowskich, które wzbudzały swoim autorytetem zaufanie, m.in. piosenkarki Wiery Gran. Sprzedawali oni paszporty Żydom ukrywającym się po stronie aryjskiej, ci zaś na ich podstawie byli internowani w Hotelu Polskim na Długiej 29 w oczekiwaniu na wyjazd do specjalnych obozów we Francji i w Niemczech, gdzie mieli czekać na wymianę. Część dokumentów rozdawano w hotelu za darmo – były to tzw. certyfikaty palestyńskie. Do Hotelu Polskiego zgłaszali się Żydzi z całej Warszawy – część z nich, dzięki posiadanym środkom, mogła kupić paszporty, inni liczyli na łut szczęścia lub traktowali hotel jako tymczasowe miejsce pobytu, gdyż ich dotychczasowe kryjówki zostały „spalone”. Na Długiej przebywali m.in. Menachem Kirszenbaum – działacz syjonistyczny, pisarz Jehoszua Perle, poeta Icchak Kacenelson, bojownicy Żydowskiej Organizacji Bojowej i Żydowskiego Związku Wojskowego.

### Dalsze losy internowanych
Szacuje się, że przez Hotel Polski przeszło ok. 2500 osób; około 1900 osób wyjechało do obozów w Vittel i Bergen-Belsen. Likwidacja ośrodka przy ul. Długiej nastąpiła 13 lipca 1943 r. – pozostających w hotelu 300 osób bez dokumentów zabrano na Pawiak i dwa dni później rozstrzelano.
Po likwidacji ośrodka internowania w Hotelu Polskim zaczęto akcję interpretować jednoznacznie jako pułapkę warszawskiego Gestapo, które w ten sposób wywabiało Żydów z kryjówek po aryjskiej stronie, by w rezultacie zamordować ich w obozach zagłady. Koronnym argumentem był los lokatorów hotelu: większość osób przebywających w Vittel i Bergen-Belsen została w 1943 i 1944 r. wywieziona do obozu w Auschwitz-Birkenau i tam zamordowana. M.in. badania z 2006 r. pokazują jednak, że Hotel Polski nie musiał być pułapką, choć był jedynym przypadkiem sprzedaży dokumentów na taką skalę : po pierwsze, akcja internowania Żydów-cudzoziemców trwała wówczas w całym Generalnym Gubernatorstwie. Po drugie, Niemcy po weryfikacji dokumentów zorientowali się, że osoby posługujące się nimi nie są ich prawowitymi właścicielami. Po trzecie, państwa południowoamerykańskie zwlekały z potwierdzeniem prawdziwości tych dokumentów, bowiem konsulowie tych państw często wydawali paszporty nielegalnie. Gdy zaś pod naciskiem USA takie potwierdzenia zostały wydane, dla posiadaczy dokumentów było już za późno.
Szacuje się, że z byłych lokatorów Hotelu Polskiego wojnę przeżyło około 300 osób.

### Odpowiedzialność sprawców
1 listopada 1943 r. w „Gospodzie Warszawskiej” przy ul. Nowogrodzkiej 28 żołnierze kontrwywiadu Okręgu Warszawskiego Armii Krajowej zlikwidowali żydowskiego agenta Gestapo, Lolka Skosowskiego.
Na Wierę Gran wydano wyrok śmierci. Nie został on wykonany, gdyż Gran pozostawała w ukryciu. Po wojnie została, pod naciskiem jej męża, kapitana UB – Kazimierza Jezierskiego, oczyszczona przez komunistyczny sąd z zarzutów.
Po wojnie sprawa Hotelu Polskiego była częścią rozprawy komendanta SD i policji bezpieczeństwa na dystrykt warszawski Ludwiga Hahna oraz strażnika z Pawiaka SS-Rottenführera Thomasa Wippenbecka, jednak żaden z nich nie został pociągnięty do odpowiedzialności w tej sprawie. Jako świadków przesłuchano kilka ofiar akcji deportacyjnych związanych z akcją, które przeżyły wojnę. Byli to Max Gerstmann, Stanley Osiński, Julien Hirshaut, Dawid Gilbert, Meyer-Bielicki, Józef Miodowski oraz Szlom Chajn. Pomimo tego, że w okresie powojennym żyli świadkowie oraz bezpośredni sprawcy, nie odbył się żaden osobny proces sądowy w Niemczech poświęcony tej sprawie.